# Puig Torrat (Vilanova de Sau)
El Puig Torrat és una muntanya de 1.135 metres que es troba al municipi de Vilanova de Sau, a la comarca d'Osona.